# Diaphorocellus biplagiatus
Diaphorocellus biplagiatus är en spindelart som beskrevs av Simon 1893. Diaphorocellus biplagiatus ingår i släktet Diaphorocellus och familjen Palpimanidae. Inga underarter finns listade i Catalogue of Life.